# Joseph Callaway
Joseph Callaway (1er juillet 1931-17 juin 1994) est un physicien américain spécialiste de la mécanique quantique et de la physique de la matière condensée.

## Biographie

### Études
Après des études au Collège de William et Mary il entre en 1951 à l'Université de Princeton où il obtient son PhD en physique du solide en 1956 sous la direction de Eugene Wigner,. Durant cette période il publie plusieurs articles en relativité générale et la structure électronique de divers cristaux.

### Carrière
Joseph Callaway entame sa carrière universitaire à l'Université de Miami. Durant cette période il développe une solution analytique de l'équation de Boltzmann-Peierls utilisée jusqu'à nos jours.
En 1960 il entre à l'Université de Californie à Riverside où il contribue à la création du département de physique. Durant cette période il s'intéresse au magnétisme dans les métaux.
En 1967 il intègre l'Université d'État de Louisiane où il devient le directeur du département de physique et d'astronomie en 1970. En 1974 il devient titulaire de la chaire Boyd. À ce poste il encadre 29 étudiants en thèse.

## Ouvrages
- Joseph Callaway, Energy Band Theory, Academic Press, 1964
- Joseph Callaway, The Quantum Theory of the Solid State, Academic Press, 1974